# Persone di nome Enzo/Calciatori
| Questa pagina contiene informazioni ricavate automaticamente dalle voci biografiche con l'ausilio del template Bio e di un bot. L'aggiornamento è periodico e automatico e ricostruisce completamente la pagina. Se manca una persona in questa lista, sei pregato di non aggiungerla, ma accertati piuttosto che la sua voce biografica contenga il template Bio e che i dati anagrafici siano correttamente compilati. Se il template Bio manca, inseriscilo tu stesso o, in alternativa, metti l'avviso {{tmp\|Bio}} che ne segnala la mancanza. Se i dati riportati sono sbagliati, correggi direttamente la voce biografica; le modifiche saranno visibili in questa lista entro pochi giorni. Per chiarimenti vedi il progetto antroponimi. La lista contiene solo le 70 persone che sono citate nell'enciclopedia e per le quali è stato implementato correttamente il template Bio. Pagina aggiornata al 23 mag 2025. |

Questa è una lista di persone presenti nell'enciclopedia che hanno il nome Enzo e sono calciatori.

## B(8)
- Enzo Bardeli, calciatore francese (Dunkerque, n. 2001)
- Enzo Barrenechea, calciatore argentino (Villa María, n. 2001)
- Enzo Basilio, calciatore francese (Digione, n. 1994)
- Enzo Bearzot, calciatore e allenatore di calcio italiano (Joannis, n. 1927 - Milano, † 2010)
- Enzo Bellini, calciatore e allenatore di calcio italiano (Novi di Modena, n. 1917 - Modena, † 2001)
- Enzo Benedetti, calciatore e allenatore di calcio italiano (Vezzano Ligure, n. 1931 - Roma, † 2017)
- Enzo Bertoli, calciatore italiano (Parma, n. 1906)
- Enzo Borges, calciatore uruguaiano (Rivera, n. 1986)

## C(8)
- Enzo Cabrera, calciatore argentino (Casilda, n. 1999)
- Enzo Caselli, calciatore italiano (Ferrara, n. 1909 - † 1978)
- Enzo Castillo, calciatore uruguaiano (Montevideo, n. 2000)
- Enzo Coacci, calciatore argentino (Bahía Blanca, n. 1998)
- Enzo Copetti, calciatore argentino (Roque Sáenz Peña, n. 1996)
- Enzo Cornelisse, calciatore olandese (Arnhem, n. 2002)
- Enzo Cozzolini, calciatore italiano (Roma, n. 1924 - † 1962)
- Enzo Crivelli, calciatore francese (Rouen, n. 1995)

## D(4)
- Enzo Dal Dan, calciatore italiano (Udine, n. 1900 - Busto Arsizio, † 1968)
- Enzo De Giovanni, calciatore e allenatore di calcio italiano (Faenza, n. 1928 - Faenza, † 2006)
- Enzo Díaz, calciatore argentino (Lobería, n. 1992)
- Enzo Díaz, calciatore argentino (Las Toscas, n. 1995)

## E(1)
- Enzo Ebosse, calciatore francese (Amiens, n. 1999)

## F(4)
- Enzo Fabbri, calciatore italiano (Rimini, n. 1920 - † 1991)
- Enzo Fernández, calciatore argentino (San Martín, n. 2001)
- Enzo Ferrari, calciatore, allenatore di calcio e dirigente sportivo italiano (San Donà di Piave, n. 1942 - Udine, † 2025)
- Enzo Ferrero, ex calciatore spagnolo (Campana, n. 1953)

## G(5)
- Enzo Gaggi, calciatore argentino (Rafaela, n. 1998)
- Enzo Garavoglia, calciatore italiano (Torino, n. 1920 - † 1996)
- Enzo Giménez, calciatore paraguaiano (Luque, n. 1998)
- Enzo Guerrero, calciatore cileno (Andacollo, n. 1991)
- Enzo Gutiérrez, calciatore argentino (Charata, n. 1986)

## K(1)
- Enzo Kalinski, calciatore argentino (Santiago del Estero, n. 1987)

## L(7)
- Enzo Larrosa, calciatore uruguaiano (Progreso, n. 2001)
- Enzo Le Fée, calciatore francese (Lorient, n. 2000)
- Enzo Leopold, calciatore tedesco (Zell am Harmersbach, n. 2000)
- Enzo Loiodice, calciatore francese (Parigi, n. 2000)
- Enzo Lombardo, calciatore francese (Décines-Charpieu, n. 1997)
- Enzo Loni, calciatore italiano (Pisa, n. 1920 - Pisa, † 2008)
- Enzo Luna, calciatore argentino (Avellaneda, n. 2002)

## M(8)
- Enzo Magnanini, calciatore italiano (San Lazzaro Parmense, n. 1935 - Castelfranco Emilia, † 1968)
- Enzo Martínez, calciatore uruguaiano (Artigas, n. 1998)
- Enzo Matteucci, calciatore e allenatore di calcio italiano (Ancona, n. 1933 - Ancona, † 1992)
- Enzo Menegotti, calciatore italiano (Verona, n. 1925 - Bolzano, † 1999)
- Enzo Millot, calciatore francese (Lucé, n. 2002)
- Enzo Mocellin, ex calciatore italiano (Padova, n. 1956)
- Enzo Monteiro, calciatore boliviano (Santa Cruz de la Sierra, n. 2005)
- Enzo Mustoni, calciatore italiano (Legnano, n. 1933 - Legnano, † 2012)

## O(1)
- Enzo Ortiz, calciatore argentino (Córdoba, n. 1997)

## P(3)
- Enzo Pensotti, calciatore italiano (Novara, n. 1894 - Novara, † 1969)
- Enzo Pérez, calciatore argentino (Mendoza, n. 1986)
- Enzo Prono, ex calciatore paraguaiano (Asunción, n. 1991)

## R(8)
- Enzo Reale, calciatore francese (Vénissieux, n. 1991)
- Enzo Roco, calciatore cileno (Ovalle, n. 1992)
- Enzo Roldán, calciatore argentino (Villa Mercedes, n. 2000)
- Enzo Romano, calciatore italiano (Basiliano, n. 1920 - Padova, † 2006)
- Enzo Rosa, calciatore italiano (Balzola, n. 1913 - Varazze, † 1994)
- Enzo Rosignoli, calciatore italiano (Firenze, n. 1926 - Agliana, † 2005)
- Enzo Ruiz, calciatore uruguaiano (Mercedes, n. 1988)
- Enzo Adrián Ruiz, calciatore argentino (Rosario, n. 1989)

## S(5)
- Enzo Sartori, calciatore italiano (San Bonifacio, n. 1931 - † 2024)
- Enzo Scaini, calciatore italiano (Varmo, n. 1955 - Roma, † 1983)
- Enzo Scorza, calciatore uruguaiano (Rivera, n. 1988)
- Enzo Silingardi, calciatore italiano (Carpi, n. 1902 - Carpi, † 1976)
- Joaquín Sosa, calciatore uruguaiano (Fray Bentos, n. 2002)

## T(2)
- Enzo Tchato, calciatore francese (Montpellier, n. 2002)
- Enzo Trinidad, calciatore argentino (Máximo Paz, n. 1996)

## V(2)
- Enzo Vecchiè, calciatore italiano (Serramazzoni, n. 1951 - Ferrara, † 2013)
- Enzo Venturini, calciatore e allenatore di calcio italiano (La Spezia, n. 1916 - Savona, † 1992)

## Y(1)
- Enzo Ybañez, calciatore argentino (Tigre, n. 1998)

## Z(2)
- Enzo Zidane, ex calciatore francese (Bordeaux, n. 1995)
- Enzo Zambetti, calciatore e politico italiano (Ranzanico, n. 1916)